# Elisabeth Gülich
Elisabeth Gülich (* 1937) ist eine deutsche Sprachwissenschaftlerin. Von 1979 bis 1981 lehrte sie als Professorin für Textlinguistik an der Freien Universität Berlin. Anschließend war sie bis 2002 als Professorin für Romanistik und Linguistik an der Universität Bielefeld tätig. Gülichs Forschungsschwerpunkte liegen in den Bereichen der Konversationsanalyse, medizinischen Kommunikation und Textlinguistik.

## Leben
Nach einem Studium der Fächer Französisch, Latein und Sport an der Albert-Ludwigs-Universität Freiburg, der Universität Kiel und der Universität Wien legte Gülich 1964 ein Staatsexamen für Lehramt am Gymnasium ab. 1969 promovierte sie an der Universität Köln in den Fächern Romanistik, Hispanistik und Mittellatein mit einer Arbeit zum Thema Makrosyntax der Gliederungssignale im gesprochenen Französisch. Ab 1969 war Gülich wissenschaftliche Assistentin an der Universität Bielefeld und 1976 habilitierte sie dort. Neben ihren Tätigkeiten als Professorin in Berlin und Bonn nahm sie von 1981 bis 2002 Gastprofessuren und Lehrtätigkeiten an den Universitäten Lyon 2, Paris 8, Jyväskylä, Debrecen, Wien und Thessaloniki wahr. Von 1988 bis 1990 war Gülich die erste Vorsitzende der Deutschen Gesellschaft für Sprachwissenschaft.

## Werke (Auswahl)
- Makrosyntax der Gliederungssignale im gesprochenen Französisch. Band 2. Fink, München 1970 (uni-bielefeld.de [abgerufen am 6. Mai 2020]).
- Textsorten. Differenzierungskriterien aus linguistischer Sicht (hrsg. zus. mit Wolfgang Raible). Frankfurt/M.: Athenäum 1972, 2. Auflg. 1975.
- Linguistische Textanalyse. Überlegungen zur Gliederung von Texten (zus. mit Klaus Heger und Wolfgang Raible). Hamburg: Buske 1974, 2. Auflg.
- Linguistische Textmodelle. Grundlagen und Möglichkeiten (zus. mit Wolfgang Raible). München: Fink 1977.
- Narrative Analysis: An Interdisciplinary Dialogue (hrsg. zus. mit Uta M. Quasthoff). Poetics. International Review for the Theory of Literature. Vol. 15, 1–2 (1986)
- Nationale Selbst- und Fremdbilder im Gespräch. Kommunikative Prozesse nach der Wiedervereinigung Deutschlands und dem Systemwandel in Ostmitteleuropa (hrsg. zus. mit Marek Czyżewski, Heiko Hausendorf, Mary Kastner). Opladen: Westdeutscher Verlag 1995.
- Krankheit verstehen: interdisziplinäre Beiträge zur Sprache in Krankheitsdarstellungen (hrsg. zus. mit Gisela Brünner). Bielefeld: Aisthesis Verlag (2002)
- Konversationsanalyse. Eine Einführung am Beispiel des Französischen (zus. mit Lorenza Mondada unter Mitarbeit von Ingrid Furchner). Tübingen: Niemeyer (Romanistische Arbeitshefte, 52)